# Chefchaouen

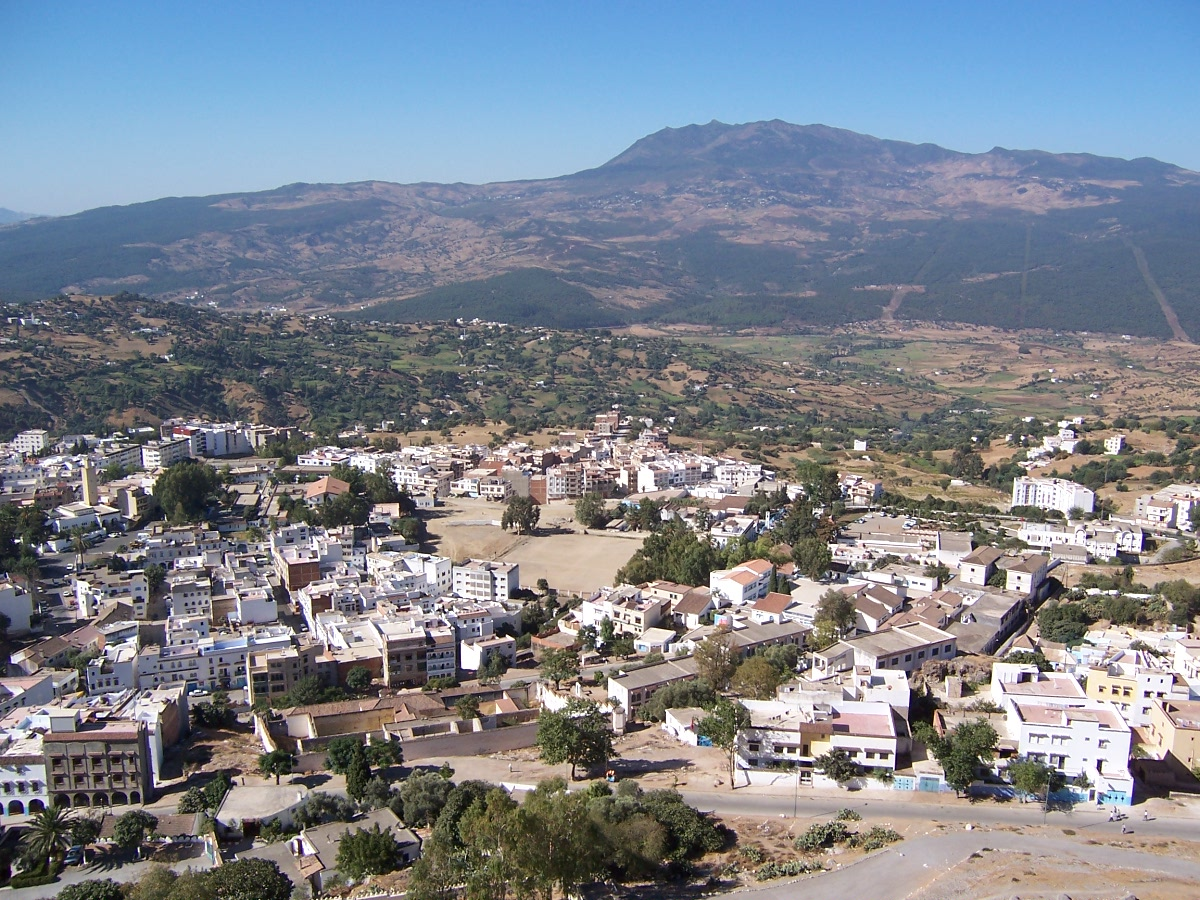
Vy över Chefchaouen.

Chefchaouen (eller bara Chaouen) är en stad i norra Marocko och är belägen i Rifbergen, cirka 60 kilometer från Tétouan. Staden hade 42 786 invånare vid folkräkningen 2014, och grundades i slutet på 1400-talet.  berbiska "se hornen".
Chefchaouen kallas även för den blå staden, då stora delar av den gamla medinan är målad blå.
Den är administrativ huvudort för provinsen Chefchaouen, vilken är en del av regionen Tanger-Tétouan-Al Hoceïma. 